# Yehouda Hay Alkalay
Yéhouda Hay Alkalay (en hébreu : יהודה חי אלקלעי), né en 1798 à Sarajevo et mort en 1878 à Jérusalem, est un célèbre rabbin du XIXe siècle, comptant parmi les premiers adeptes du mouvement « Les Amants de Sion », et parmi les initiateurs du « Retour à Sion ».

## Biographie
Il naît en 1798 à Sarajevo alors sous souveraineté ottomane, mais s'installe très jeune à Jérusalem en Palestine où il étudie.
En 1825, il retourne en Yougoslavie où il fait fonction de rabbin de la communauté sépharade de Zemun (זמלין), une banlieue de Belgrade, jusqu'en 1874. Là, il fait la connaissance du grand-père de Theodor Herzl et certains pensent qu'il pourrait être à l'origine des idées sionistes de celui-ci .
Puis il retourne à Jérusalem et y défend l'idée suivante : un peuple, dans l'attente du miracle du Messie rédempteur, se doit d'entreprendre des actions concrètes en vue de sa délivrance, et ce par l'installation sur la Terre d'Israël. Il compose alors un programme détaillé sur l'auto-défense juive et sur la pratique de la langue hébreu.

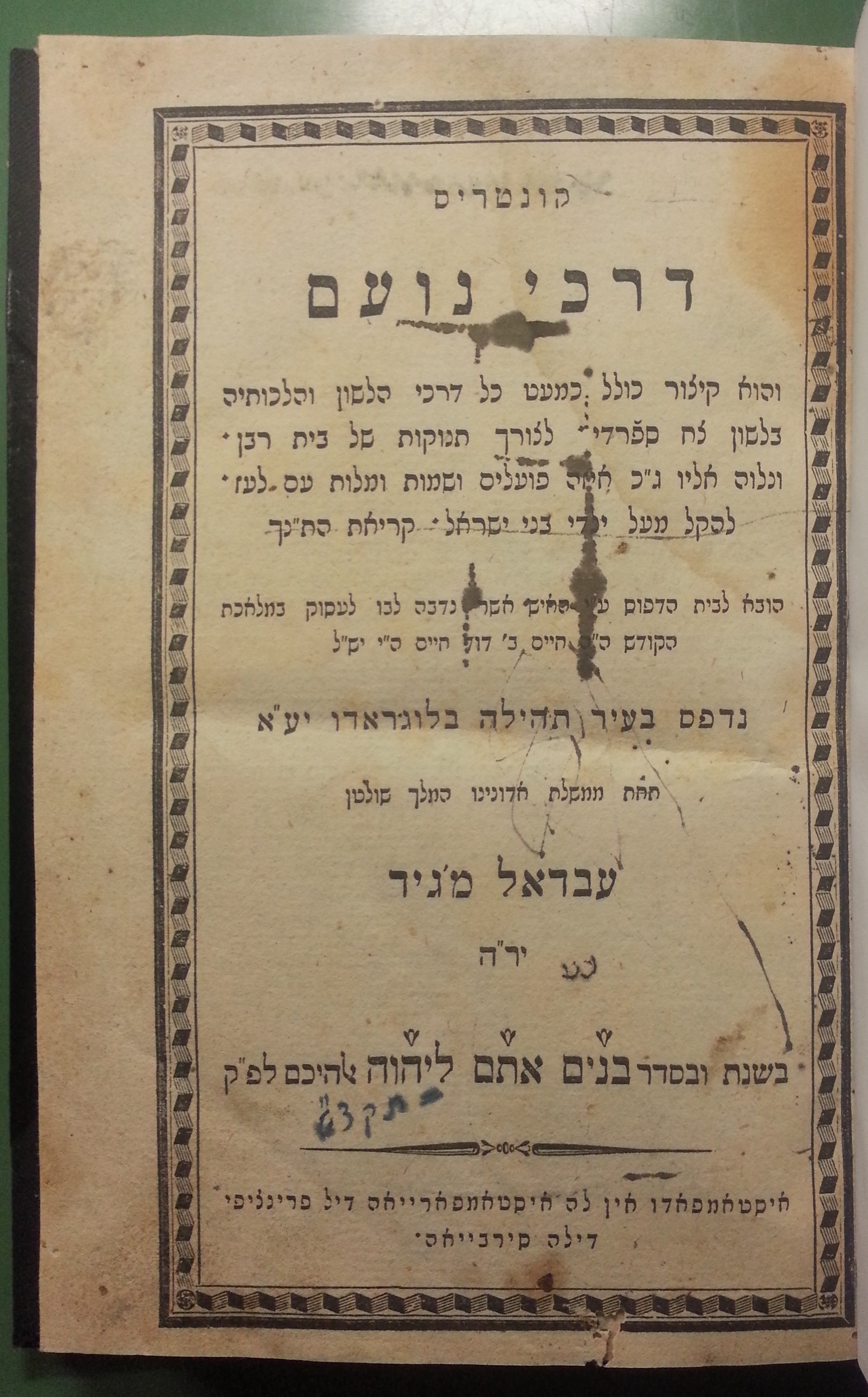
Couverture du livre Derech Noam de rabbi Yehuda Alcalay

Il meurt à Jérusalem en 1878 où il est enterré au cimetière juif du mont des Oliviers.

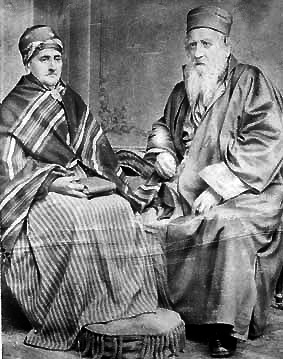
Rav Alkalai et son épouse Esther, Vienne, 1874

## Hommage

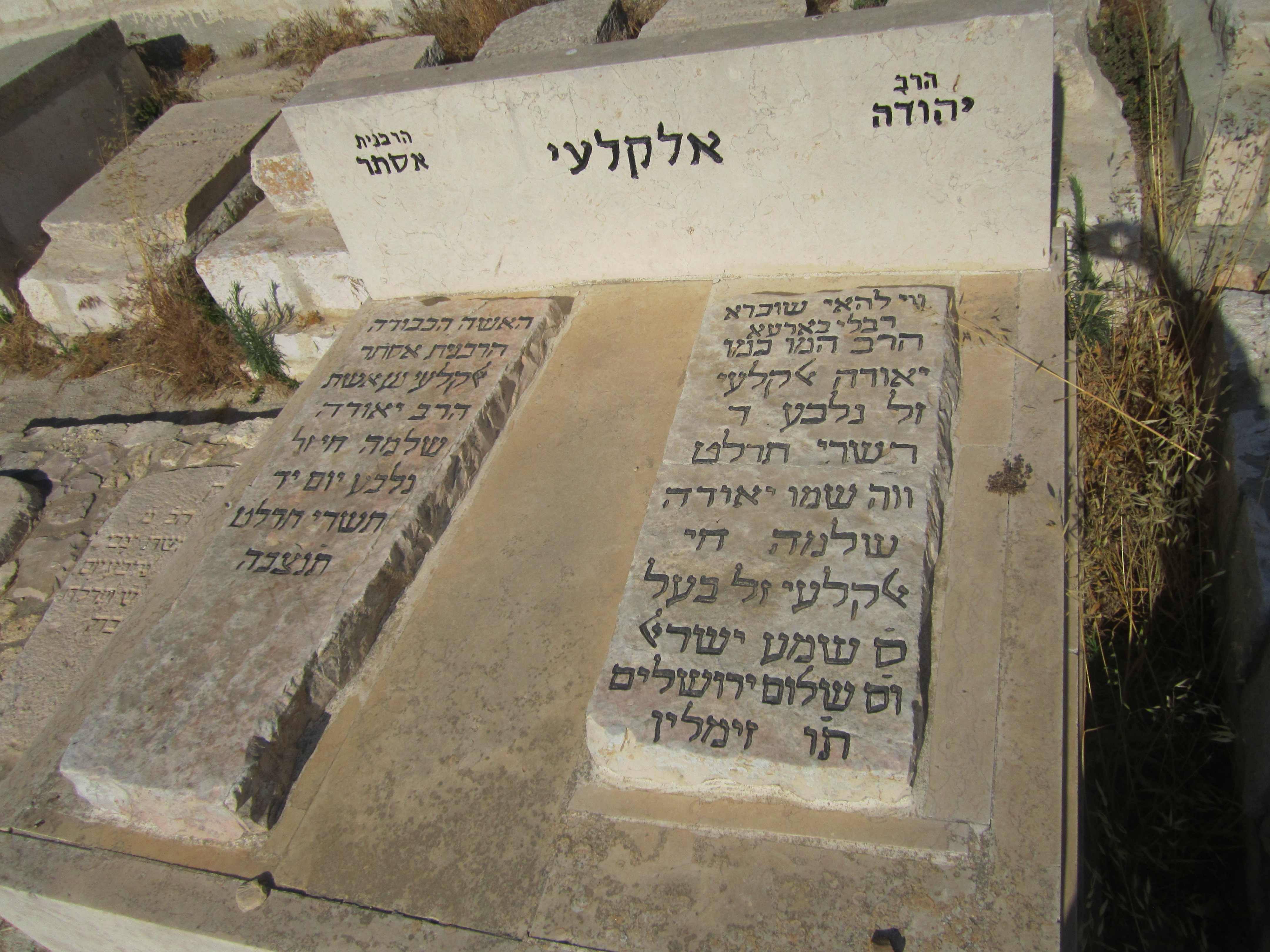
Tombe de rabbi Alkalay et son épouse sur le Mont des Oliviers (Israël)

En son souvenir, la ville de Or Yehuda, proche de Tel-Aviv, porte son nom.